# Vyšná Hutka
Vyšná Hutka é um município da Eslováquia, situado no distrito de Košice-okolie, na região de Košice. Tem 3,62 km² de área e sua população em 2018 foi estimada em 481 habitantes.

## Demografia
| Ano:        | 1994 | 2004   | 2014    | 2024    |
| ----------- | ---- | ------ | ------- | ------- |
| Broj ljudi: | 363  | 356    | 446     | 549     |
| Razlika:    |      | -1,92% | +25,28% | +23,09% |

| Ano:               | 2023 | 2024   |
| ------------------ | ---- | ------ |
| Número de pessoas: | 536  | 549    |
| Diferença:         |      | +2,42% |